# Herbertingen
Herbertingen es un municipio alemán perteneciente al distrito de  Sigmaringa en el estado federado de Baden-Wurtemberg.

## Geografía
Herbertingen se ubica en una sección geográfica de colinas ondulantes y amplios valles en el extremo norte de la Alta Suabia. El paisaje fue formado por las masas de hielo y el agua de deshielo del glaciar del Rin, que lleva más de 2 millones de años avanzando desde los Alpes hasta la Alta Suabia durante varias glaciaciones. Los valles del Danubio, Schwarzach y Krähenbach fueron excavados en las capas de melaza, margas de colores y arenas finas y brillantes, que forman el núcleo de las largas colinas entre los valles y su subsuelo. El glaciar del penúltimo, el crack glacial (de hace 200.000 a 130.000 años) atravesó el territorio de la comunidad con repetidos avances y dejó profundos valles y pequeños lagos entre cerros empinados con morrenas de tierra gorda sobre cerros y laderas para la agricultura y gravas para las canteras de grava.